# Чорний дрізд (фільм, 2012)
«Чорний дрізд» (англ. Deadfall, дослівно «Вітролом») — американський кримінальний трилер режисера Стефана Разовітскі, що вийшов 2012 року.
Сценарій картини написав Зак Дін, продюсером також були Шеллі Кліппірд, Бен Косґров, Ґері Левінсон і Тодд Ваґнер. Уперше фільм продемонстрували 22 квітня 2012 року у США на кінофестивалі Трайбека.
В Україні фільм було показано 17 січня 2013 року.

## Сюжет
| Еддісон і Лайза втікають після невдалого пограбування казино. Колишній боксер Джей прямує додому, щоб провести День Подяки у родинному колі. Доля невблаганно зводить цих людей, щоб вони зустріли Зло і вступили в сутичку з ним. |

## У ролях
| Актор              | Персонаж                | Роль                |
| ------------------ | ----------------------- | ------------------- |
| Ерік Бана          | Еддісон (англ. Addison) | брат Лайзи          |
| Олівія Вайлд       | Лайза (англ. Liza)      | сестра Еддісона     |
| Чарлі Ганнем       | Джей (англ. Jay)        | колишній ув'язнений |
| Кейт Мара          | Ханна (англ. Hannah)    | заступник шерифа    |
| Кріс Крістофферсон | Чет (англ. Chet)        | шериф на пенсії     |
| Тріт Вільямс       | Бейкер (англ. Becker)   | шериф               |
| Сісі Спачек        | Джун (англ. June)       | колега Джея         |

## Сприйняття

### Критика
Фільм отримав змішані відгуки: Rotten Tomatoes дав оцінку 33 % на основі 55 відгуків від критиків (середня оцінка 5/10) і 36 % від глядачів із середньою оцінкою 3/5 (3,788 голосу), Internet Movie Database — 6,3/10 (13 043 голоси), Metacritic — 52/100 (24 відгуки критиків) і 6,2/10 від глядачів (13 голосів).

### Касові збори
Під час показу, що стартував 7 грудня 2012 року, протягом першого тижня фільм був показаний в 11 кінотеатрах і зібрав $19,391, що на той час дало йому змогу зайняти 63-тє місце серед усіх прем'єр.
Фільм зібрав у прокаті у США $66,351 і $597,066 загалом у світі при бюджеті $12 млн.